# Operacja Soczewica
Deportacja Czeczenów i Inguszów, znana również jako Aardach (czecz. Аардах) lub operacja Soczewica (ros. oперация Чечевица) – przymusowa deportacja całej ludności Wajnachów (Czeczenów i Inguszy) z Północnego Kaukazu do Azji Środkowej przeprowadzona przez władze sowieckie pomiędzy 23 lutego a 9 marca 1944 roku podczas II wojny światowej. Operacja została przeprowadzona na rozkaz ludowego komisarza spraw wewnętrznych Ławrientija Berii po zatwierdzeniu przez Józefa Stalina. Była częścią sowieckiego programu przymusowego osadnictwa i przesiedlenia ludności, który dotknął kilka milionów przedstawicieli nierosyjskich narodów i grup etnicznych Związku Sowieckiego w latach 1930–1950.
Deportację przygotowywano co najmniej od października 1943 roku. Wzięło w niej udział 19 000 oficerów i 100 000 żołnierzy NKWD z całego obszaru ZSRR. Operacja przewidywała deportację całych narodów, a także likwidację Czeczeńsko-Inguskiej Autonomicznej Socjalistycznej Republiki Radzieckiej. Konsekwencje demograficzne tych posunięć były katastrofalne dla wysiedlonych i dalekosiężne: według sowieckich archiwów 496 000 Czeczenów i Inguszów zostało deportowanych, z czego co najmniej jedna czwarta zginęła: ponad 100 000 osób miało ponieść śmierć podczas łapanek i transportu, a także w pierwszych latach na wygnaniu w Kazachskiej i Kirgiskiej SRS oraz Rosyjskiej FSRS, gdzie zostali wysłani do wielu obozów pracy w specposiołkach. Źródła czeczeńskie szacują liczbę deportowanych na 650 000, a zabitych na 400 000 osób. Niezależnie od przyjętej nomenklatury, Czeczeni doznali proporcjonalnie większej liczby ofiar śmiertelnych niż jakakolwiek inna grupa etniczna prześladowana przez deportacje ludności w Związku Sowieckim.
Wygnanie trwało 13 lat, a ci, którzy przeżyli, mogli wrócić do swoich rodzinnych krajów dopiero w 1957 roku, po odwilży za czasów Nikity Chruszczowa. Przez cały ten czas Czeczeni pozostawali pod administracyjnym nadzorem funkcjonariuszy NKWD. Lokalny raport wskazał, że około 432 000 Wajnachów wróciło do Czeczeńsko-Inguskiej ASRR do 1961 roku, chociaż napotkali wiele przeszkód po powrocie na Kaukaz, w tym bezrobocie, brak zakwaterowania i starcia etniczne z miejscową ludnością rosyjską. Ostatecznie Czeczeni i Ingusze odtworzyli większość swojej populacji. Deportacje pozostawiły jednak trwałą bliznę w pamięci ocalałych i ich potomków. Dzień 23 lutego jest dziś obchodzony jako rocznica narodowej tragedii przez większość Inguszów i Czeczenów. Wiele instytucji w Czeczenii i Inguszetii klasyfikuje deportacje jako akt ludobójstwa, podobnie Parlament Europejski w oświadczeniu z 2004 roku.

## Tło historyczne

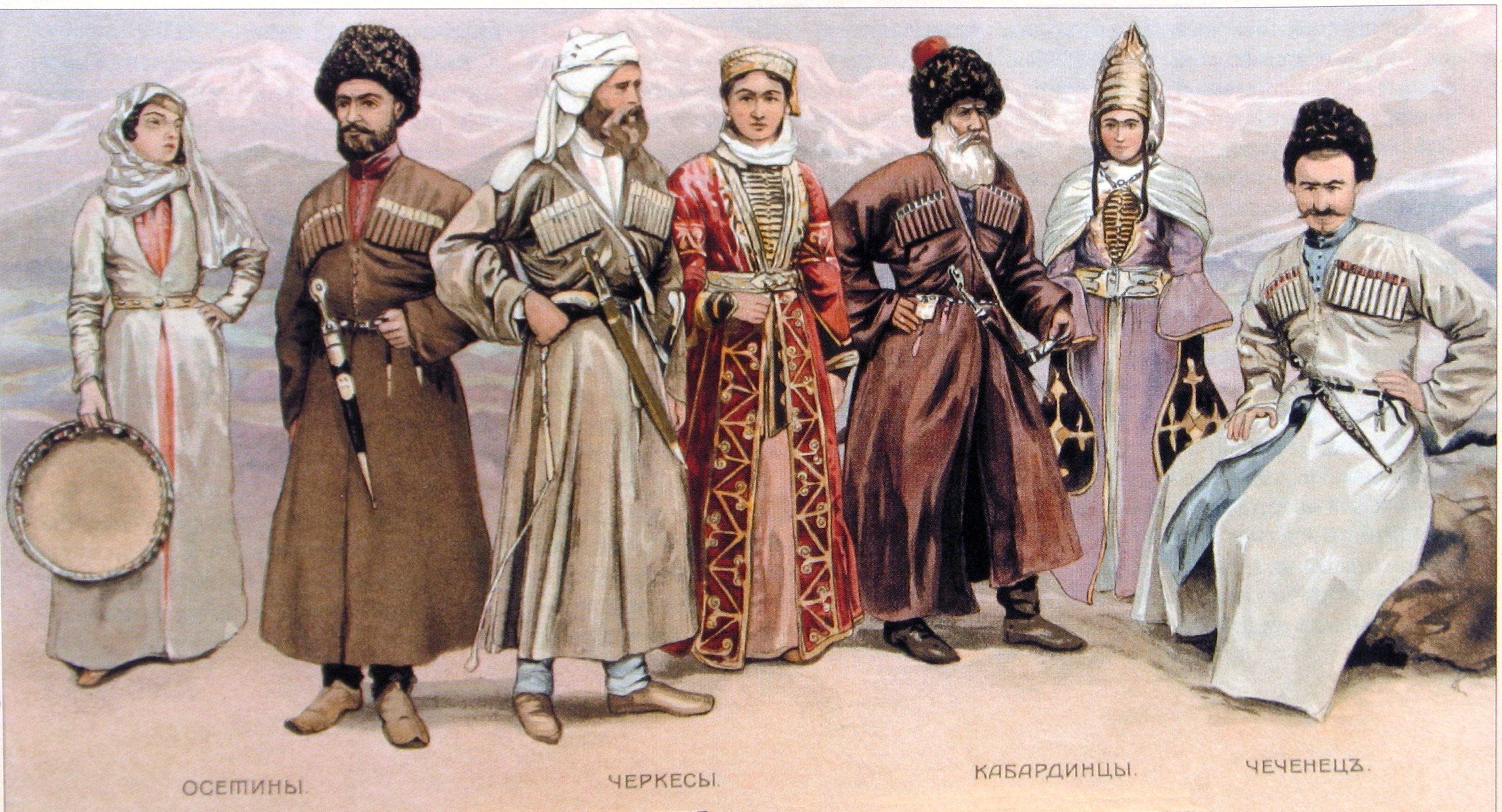
Obraz przedstawiający ludność czeczeńską, osetyjską, czerkieską i kabardyńską w XIX wieku; Czeczen przedstawiony jest jako pierwszy z prawej

Czeczeni i Ingusze mówią językami, które są blisko spokrewnione i mają pewien stopień wzajemnej zrozumiałości, przy czym oba są językami wajnachskimi. Konflikt czeczeńsko-rosyjski to jeden z najdłuższych i najbardziej przewlekłych konfliktów w historii najnowszej, obejmujący trzy stulecia. Jego początki sięgają 1785 roku, kiedy to Czeczeni walczyli z rosyjskim ekspansjonizmem na Kaukazie. Wojna kaukaska toczyła się między 1817 a 1864 rokiem. Imperium Rosyjskiemu udało się zaanektować ten obszar i podporządkować sobie jego ludność, jednak wiązało się to z masowymi zbrodniami (m.in. ludobójstwo Czerkiesów) i przesiedleniami miejscowych narodów. Czerkiesi, Ubychowie i Abazyni zostali w następstwie rosyjskiego podboju przesiedleni do Imperium Osmańskiego. Inni mieszkańcy Kaukazu również zostali dotknięci deportacjami. W 1847 roku na Kaukazie przebywało do 1,5 mln Czeczenów, ale w wyniku wojny i późniejszych wypędzeń ich liczba spadła do 140 000 w 1861 roku, a następnie do 116 000 w 1867 roku. W 1865 roku co najmniej 39 000 Czeczenów zostało zesłanych do Imperium Osmańskiego przez Rosjan.
Mimo to Czeczeni domagali się przywrócenia niepodległości i ponownie zbuntowali się przeciwko Imperium Rosyjskiemu w 1878 roku. Natomiast pod rządami bolszewików, w latach dwudziestych i trzydziestych XX wieku, Czeczeni odrzucali politykę kolektywizacji i sowietyzacji. Ten opór społeczny nazwano „problemem czeczeńskim”. W tym czasie Moskwa nieustannie reformowała podział terytorialny swojego państwa, aż Czeczeński i Inguski Obwód Autonomiczny zostały połączone w jedną Czeczeńsko-Inguską Autonomiczną Socjalistyczną Republikę Sowiecką w 1936 roku.
W 1940 roku w Gałanczoż rozpoczęła się kolejna rebelia czeczeńska, na czele której stanął Chasan Israiłow. Częściowo zainspirował go opór Finów przeciwko sowieckim najeźdźcom w wojnie zimowej w 1939 roku. W lutym 1942 roku także grupa Majrbieka Szeripowa zbuntowała się w rejonie szatojskim oraz itum-kalinskim. Połączyli się oni z siłami Israiłowa, aby wspólnie wystąpić przeciwko systemowi sowieckiemu. Wojskowe Siły Powietrzne zbombardowały wiele miejsc w Czeczeńsko-Inguskiej ASRS wiosną 1942 roku w celu stłumienia buntu. W czasie II wojny światowej rząd sowiecki oskarżył Czeczenów i Inguszów o współpracę z nazistowskimi najeźdźcami. Niemcy chcieli dotrzeć do Azerbejdżańskiej SRS, której zasoby ropy naftowej były celem operacji Fall Blau. 25 sierpnia 1942 roku grupa niemieckich spadochroniarzy, dowodzona przez sabotażystę Osmana Gube, wylądowała w pobliżu wsi Bereżki w obwodzie galaszkinskim w celu zorganizowania akcji antysowieckiej, ale udało się zwerbować w tym rejonie tylko 13 osób.
Kluczowy okres czeczeńskiej wojny partyzanckiej rozpoczął się w sierpniu-wrześniu 1942 roku, kiedy wojska niemieckie zbliżyły się do Inguszetii, a zakończył się latem-jesienią 1943 roku sowiecką kontrofensywą, która wyparła Wehrmacht z Północnego Kaukazu. W ZSRS żyło wówczas około 20 milionów muzułmanów, a rząd sowiecki obawiał się, że bunt mahometan może rozprzestrzenić się z Kaukazu również na Azję Środkową. W sierpniu 1942 roku Wehrmacht wkroczył na Kaukaz Północny, zajmując Karaczajo-Czerkieską i Kabardyno-Bałkarską Autonomiczną Socjalistyczną Republikę Sowiecką. Zachęcał również do antysowieckich wystąpień miejscową ludność. Niemcy jednak nigdy nie dotarli do Groznego, a jedynym miastem w Czeczeńsko-Inguskiej ASRS, które na krótko zajęli, był zamieszkany niemal przez samych Rosjan Małgobek.
Różni historycy, w tym Moshe Gammer, Ben Fowkes i Tony Wood, negują fakt współpracy Czeczenów z Niemcami, niektórzy wskazując na to, że Wehrmacht zatrzymał się na północno-zachodnich obrzeżach Czeczeńsko-Inguskiej ASRS, w pobliżu Mozdoka w Osetii Północnej, jak też na to, że większość Wajnachów nigdy nawet nie miała kontaktu z armią niemiecką. Gdy w pobliżu granicy czeczeńsko-osetyjskiej toczyły się tajne negocjacje z Niemcami, buntownicy czeczeńscy wskazywali, że nie są zwolennikami rządów ani Berlina, ani Moskwy. Szeripow ponoć ostrzegł Ostministerium, że „jeśli wyzwolenie Kaukazu oznaczałoby tylko zamianę jednego kolonizatora na drugiego, mieszkańcy Kaukazu uznaliby to tylko za nowy etap w wojnie narodowowyzwoleńczej”. W październiku 1942 roku Czeczeni pomagali na ochotnika we wznoszeniu barykad wokół Groznego. W okresie od grudnia 1942 do marca 1943 roku Czeczeni i Ingusze wnieśli w ramach kontrybucji (głównie w formie płodów rolnych) 12 milionów rubli do budżetu sowieckiej wojny obronnej. 17 413 Czeczenów wstąpiło do Armii Czerwonej i otrzymało 44 odznaczenia wojskowe, a kolejnych 13 363 dołączyło do Milicji Ludowej Czeczeńsko-Inguskiej ASRR, gotowej do obrony tego obszaru przed inwazją. Z kolei Babak Rezwani zwraca uwagę, że tylko około 100 Czeczenów nawiązało realną współpracę z przedstawicielami państw Osi.

## Deportacja

Mapa regionów zamieszkanych przez Czeczenów i Inguszy przed deportacją

Na rozkaz ludowego komisarza spraw wewnętrznych Ławrientija Berii cała ludność czeczeńska i inguska miała zostać deportowana pociągami towarowymi w odległe rejony Związku Sowieckiego. Operacji nadano kryptonim Soczewica – po rosyjsku Czeczewica; pierwsze dwie sylaby wskazywały, kto będzie jej celem. Deportacja jest często określana przez Czeczenów jako Aardach, czyli Exodus. Operacja była przygotowywana i planowana co najmniej od października 1943 roku przez dwóch najbardziej zaufanych oficerów NKWD, Iwana Sierowa i Bogdana Kobułowa. Beria skarżył się Stalinowi na „niski poziom dyscypliny pracy” wśród Czeczenów, „rozpowszechnienie bandytyzmu i terroryzmu”, „niepowodzenie w werbowaniu Czeczenów do partii komunistycznej” oraz wskazywał na rzekome „przyznanie się niemieckiego agenta, że znalazł silne poparcie wśród miejscowych Inguszów”. Beria nakazał następnie wykonanie operacji. Kiedy Supjan Mołłajew, przewodniczący Rady Komisarzy Ludowych Czeczeńsko-Inguskiej ASRS usłyszał o decyzji, rozpłakał się, ale wkrótce potem zebrał się w sobie i postanowił wykonać rozkazy. Czeczeńsko-Inguska ASRS nigdy nie została zajęta przez wojska hitlerowskie, ale represje oficjalnie uzasadniono „zbrojnym oporem wobec władzy sowieckiej”. Zarzuty współpracy Wajnachów z Niemcami nigdy nie zostały później udowodnione w żadnym sowieckim sądzie.
W czasie II wojny światowej w sumie 3 332 589 osób objęto stalinowską polityką deportacji i przymusowego osiedlenia. Niektóre z podanych powodów miały rzekomo „rozładować napięcia etniczne”, „ustabilizować sytuację polityczną” lub ukarać ludzi za ich „działania przeciwko władzy sowieckiej”. Według spisu ludności z 1939 roku w Związku Sowieckim było zameldowanych 407 690 Czeczenów i 92 074 Inguszów. 13 października 1943 roku rozpoczęła się operacja Lentil, w ramach której około 100 000 żołnierzy i robotników zostało delegowanych do Czeczeńsko-Inguskiej ASRS, rzekomo w celu naprawy dróg i mostów. Żołnierze sowieccy nawet przez miesiąc mieszkali w domach Czeczenów, którzy uważali ich za gości. Cztery miesiące później, 20 lutego 1944 roku Beria przybył do Groznego, aby osobiście nadzorować operację.
Akcja rozpoczęła się 23 lutego 1944 roku, w święto Armii Czerwonej. Żołnierze NKWD chodzili od domu do domu, aby zabierać z nich mieszkańców. Deportowani mieli tylko 15 do 30 minut na spakowanie się. Każda rodzina mogła zabrać w podróż do 500 kg rzeczy osobistych. Czeczeni i Ingusze byli umieszczani w ciężarówkach Studebaker US-6 produkcji amerykańskiej i przewożeni nimi na stacje kolejowe.
Według korespondencji wewnętrznej NKWD z 3 marca 1944 roku do realizacji tej operacji oddelegowano co najmniej 19 000 oficerów i 100 000 żołnierzy NKWD z całego obszaru ZSRS. Plan przewidywał wysiedlenie 300 000 ludzi z nizin w ciągu pierwszych trzech dni operacji, a następnie 150 000 ludzi zamieszkujących regiony górskie.

W wielu przypadkach opór stawiany przez Czeczenów i Inguszy został brutalnie stłumiony przez siły NKWD. W jednej z takich operacji pacyfikacyjnych, w aule Chaibach, około 700 osób zostało zamkniętych w stodole i spalonych żywcem na rozkaz gen. NKWD Micheila Gwaszianiego, który został za ten czyn pochwalony i przedstawiony do odznaczenia przez Berię. Wiele osób z wiosek położonych w trudno dostępnych terenach wysoko w górach zostało zamordowanych na podstawie ustnego rozkazu Berii, że każdy Czeczen lub Ingusz uznany za „niemożliwego do przetransportowania” powinien zostać „zlikwidowany na miejscu”. Oznaczało to, że osoby starsze, chore i niedołężne miały zostać rozstrzelane lub pozostawione na śmierć głodową we własnych łóżkach. Enkawudziści czasami rabowali opustoszałe domy. Naoczny świadek tak opisał działania sił NKWD: 

Przeszukiwali chaty, żeby nikt w nich nie został [...] Żołnierz, który wszedł do domu, nie chciał się schylać. Przeczesał chatę serią z pistoletu maszynowego. Krew sączyła się spod ławki, pod którą ukrywało się dziecko. Matka wrzasnęła i rzuciła się na żołnierza. Ją też zastrzelił. Brakowało taboru kolejowego, więc pozostali mieszkańcy także zostali rozstrzelani. Ciała zostały niedbale pokryte ziemią i piaskiem. Rozstrzeliwania również były niedokładne i ludzie zaczęli wygrzebywać się spod piasku jak robaki. Funkcjonariusze NKWD spędzili całą noc, strzelając do nich od nowa

Ci, którzy stawiali opór, protestowali lub szli zbyt wolno byli rozstrzeliwani na miejscu. W jednym przypadku żołnierze NKWD, którzy znaleźli na górze Mojsty 60 Czeczenów i dostali od dowódcy polecenie ich rozstrzelania, odmówili wykonania rozkazu i strzelali w powietrze. Dowódca kazał wtedy połowie swoich żołnierzy dołączyć do mieszkańców wioski, a pozostali rozstrzelali ich razem z Czeczenami. Podczas operacji zostało aresztowanych także 2016 osób „antysowieckich”; skonfiskowano 20 072 sztuki broni. Beria poinformował jednak, że było tylko sześć przypadków stawiania oporu, 842 osoby „poddano izolacji”, a 94 741 zostało wyprowadzonych z domów do godz. 23:00 pierwszego dnia operacji.
Na całym Kaukazie Północnym ok. 650 000 osób (według Dałchata Edijewa 724 297) zostało deportowanych w 1943 i 1944 roku przez siły sowieckie. 478 479 osób zostało przymusowo przesiedlonych w czasie Aardachu: 387 229 Czeczenów i 91 250 Inguszów. Z czego 176 950 wysłano pociągami już pierwszego dnia operacji. Około 500 osób zostało deportowanych przez pomyłkę, mimo że nie byli ani Czeczenami, ani Inguszami. Około 40% do 50% deportowanych stanowiły dzieci. Czeczeni byli drugim, po Niemcach nadwołżańskich, najliczniej represjonowanym narodem w ZSRS. Z regionu deportowano także dziesiątki tysięcy Kałmuków, Bałkarów, Turków meschetyjskich i Karaczajów. Jedynie kobiety czeczeńskie i inguskie, które wyszły za przedstawicieli niekaranych narodów, zostały uratowane przed deportacją. Jednak już Rosjanki zamężne z czeczeńskimi lub inguskimi mężczyznami podlegały deportacji, chyba że się rozwiodły.
Około 6000 Czeczenów utknęło w górach rejonu gałanskiego z powodu śniegu, ale to tylko minimalnie spowolniło ich deportację.
Deportowanych załadowano do 180 specjalnych pociągów, upychając po około 40 do 45 osób w nieogrzewanych i nieizolowanych wagonów towarowych. Łącznie 14 200 wagonów towarowych i 1000 wagonów płaskich zostało użytych do przymusowych transportów ludności pomiędzy 23 lutego a 13 marca, co daje prawie 350 wagonów dziennie. Żywy inwentarz należący do przesiedleńców wysłano do kołchozów w Ukraińskiej SRS, Kraju Stawropolskim, obwodzie woroneskim i orłowskim. Wiele z tych zwierząt padło z wycieńczenia.
Ludzie byli przewożeni w wagonach bydlęcych, które nie były przystosowane do przewozu ludzi, brakowało w nich prądu, ogrzewania, czy bieżącej wody. Deportowani umierali po drodze z głodu, wychłodzenia organizmu i z powodu wykluwających się epidemii chorób takich jak tyfus. Tranzyt do Azji Środkowej trwał prawie miesiąc. Jeden ze świadków, który miał siedem lat w momencie deportacji rodziny, wspomina, że wagony były tak wypełnione ludźmi, że nie było w nich miejsca na poruszanie się. Przesiedleńcom podawano żywność sporadycznie podczas tranzytu i nie poinformowano ich, dokąd są przewożeni. Wagony nie zatrzymywały się nawet na przerwy na toaletę: pasażerowie musieli robić dziury w podłodze, aby załatwiać przez nie potrzeby fizjologiczne. Pociągi przejechały ponad 3000 km i wyrzuciły ocalałych na odludnych obszarach Azji Środkowej, pozbawionych lokum i żywności. 239 768 Czeczenów i 78 479 Inguszów zostało wysłanych do Kazachskiej SRS, a 70 089 Czeczenów i 2278 Inguszów do Kirgiskiej SRS. Mniejsza liczba pozostałych deportowanych została wysłana do Uzbeckiej SRS, w inne regiony Rosyjskiej FSRS i do Tadżyckiej SRS

Isa Chaszijew tak opisał swoją deportację i przybycie do Kokczetaw w Kazachstanie: 

Nie mieliśmy wody ani jedzenia. Słabi cierpieli z głodu, a silniejsi wysiadali z pociągu i kupowali jakieś jedzenie. Po drodze ginęli ludzie – nikt w naszym wagonie, ale w kolejnym wagonie widziałem, jak wyciągano dwoje zwłok [...] Tamtej nocy zmarła nasza siostrzyczka. Mój tata szukał miejsca, żeby ją pochować – znalazł odpowiednie miejsce, wykopał grób i zakopał ją [...] Musiała zamarznąć na śmierć

Prześladowania Czeczenów na tym się nie skończyły. W maju 1944 roku Beria wydał zarządzenie nakazujące NKWD przeszukać cały Związek Sowiecki w poszukiwaniu pozostałych przedstawicieli tego narodu, „nie pozostawiając ani jednego”. W rezultacie dodatkowych 4146 Czeczenów i Inguszy znaleziono w Dagestanie, Azerbejdżanie, Gruzji, Kraju Krasnodarskim, obwodzie rostowskim i astrachańskim. W kwietniu 1945 roku Beria został poinformowany, że z Gruzińskiej SRS deportowano 2741 Czeczenów, 21 z Azerbejdżańskiej SRS i 121 z Kraju Krasnodarskiego. W Moskwie tylko dwóm Czeczenom udało się uniknąć aresztowania. Wszystkich Czeczenów i Inguszów zwolniono ze służby w Armii Czerwonej i wysłano także do Azji Środkowej. Dzięki tym dodatkowym przesiedleniom liczba deportowanych Czeczenów i Inguszów wzrosła łącznie do 493 269. W lipcu 1944 roku Beria zgłosił jeszcze wyższą liczbę Stalinowi, twierdząc, że w sumie deportowano 496 460 Czeczenów i Inguszów. Ta czystka etniczna została naznaczona przez całkowitą „kulturę bezkarności”. Wielu autorom operacji Soczewica przyznano nawet Order Suworowa I klasy.
Podobnie jak w przypadku ośmiu innych „ukaranych narodów” Związku Sowieckiego, Czeczeni zostali wprowadzeni w reżim specposiołków. Wokół tych kompleksów nie było drutu kolczastego, ale każdy Czeczen, który ukończył 16 rok życia, musiał co miesiąc meldować się lokalnym władzom NKWD. Ci, którzy próbowali uciec, trafiali do Gułagu. Status specjalnego osadnika miały odziedziczyć także dzieci wygnańców. Przesiedleńcom powierzano najcięższe zadania, takie jak prace budowlane czy praca w kopalniach i fabrykach w najbardziej niegościnnych miejscach. Jedynym wynagrodzeniem, jakie otrzymywali oni za swoją pracę, były bony żywnościowe. Za zbyt wolne wykonywanie pracy karano. Lokalne władze niekiedy postępowały wobec nich drastycznie surowo: zdarzały się przypadki bicia na śmierć czeczeńskich dzieci. W Krasnojarsku około 4000 Czeczenów skierowano do obozów pracy przymusowej. To, w połączeniu z niedożywieniem wynikającym z zaniedbań władz w dostarczaniu wystarczającej ilości żywności dla nowo przybyłych przesiedleńców, doprowadziło do wysokiej śmiertelności wśród deportowanych. Osadnikom nie zapewniono także odpowiedniego zakwaterowania: 1 września 1944 roku tylko 5000 z 31 000 rodzin w Kirgiskiej SRS otrzymało mieszkanie. Jednej rejon przygotował zaledwie 18 mieszkań dla 900 rodzin. Niektórzy wygnańcy musieli mieszkać w nieogrzewanych namiotach. Czeczeńskie dzieci musiały uczyć się w szkole w miejscowym języku, nie we własnym. Odnotowano kilka przypadków buntu: w Krasnojarsku w październiku 1954 roku około 4000 Czeczenów zdołało uciec z gułagu. Sowiecka milicja znalazła i zabiła połowę z nich, ale drugiej połowie udało się rozproszyć i ukryć na rozległym obszarze.

## Następstwa

### Ofiary

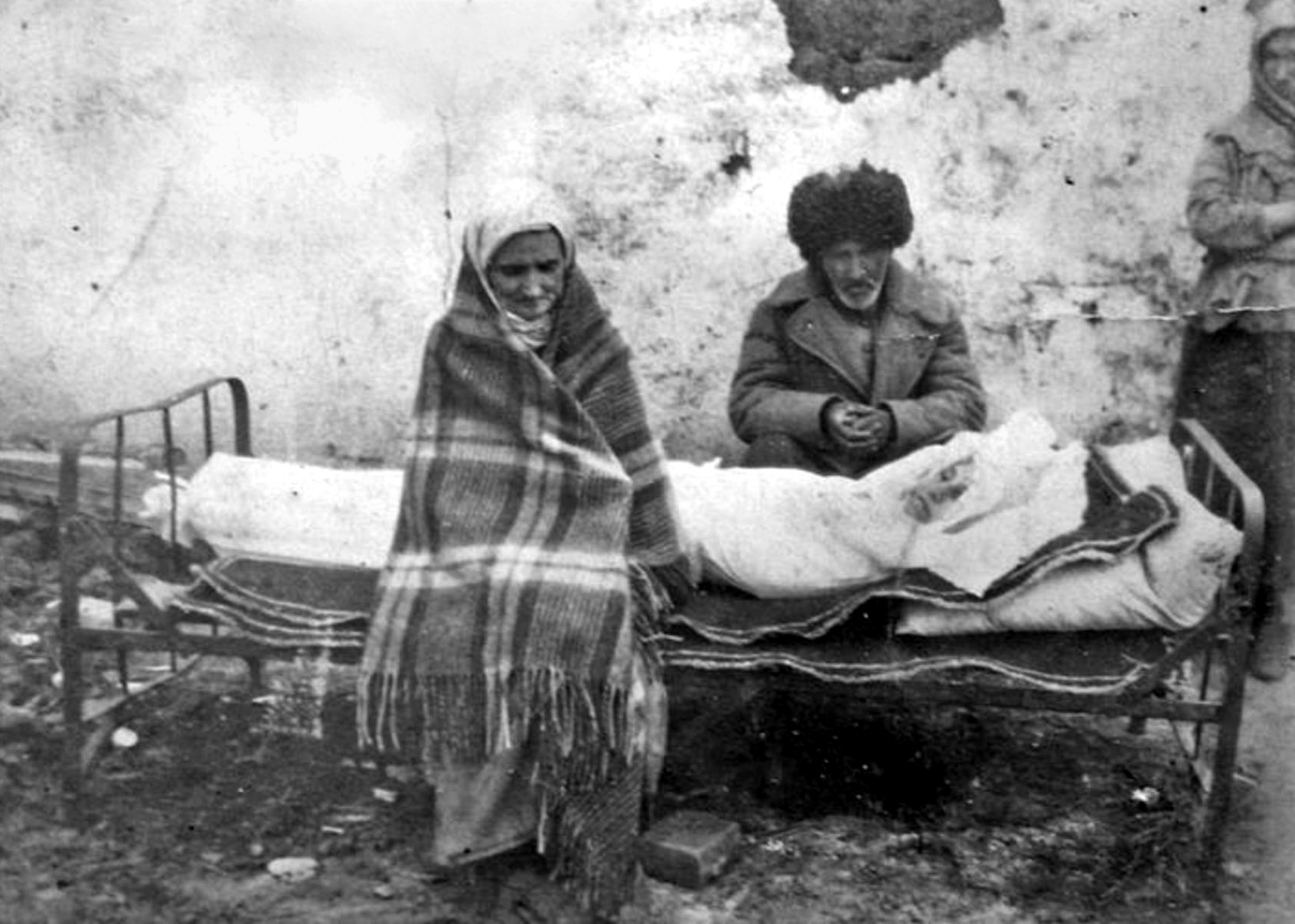
Inguska rodzina opłakująca śmierć córki w Kazachstanie

Wielu deportowanych zmarło pod drodze, a wyjątkowo surowe warunki klimatyczne miejsc zesłania, zwłaszcza biorąc pod uwagę stopień narażenia na stres termiczny, zabiły wielu innych. Roczna amplituda temperatury powietrza w Kazachskiej SRS wahała się od –50 °C zimą, do +50 °C latem.
Deportowani podróżowali zimą w wagonach zamkniętych od zewnątrz, bez światła i wody. Pociągi tylko od czasu do czasu zatrzymywały się i otwierały wagony, by zakopać zmarłych w śniegu. Miejscowej ludności na dworcach nie wolno było pomagać chorym pasażerom, ani dawać im lekarstw czy wody. Niektóre źródła rosyjskie podają, że podczas tranzytu zginęły 1272 osoby. W 1948 roku w Kazachskiej SRS było 118 250 specjalnych osadników ze „skrajnym niedożywieniem”, a władze donosiły, że tysiące dzieci umierały z niedożywienia. Racje żywnościowe ustalono na zaledwie 116 gramów mąki i 56 gramów zboża dziennie na osobę, czyli mniej niż w obozie koncentracyjnym Auschwitz-Birkenau (gdzie było to 300 gramów chleba)
Lokalne władze w Kirgistanie zapewniły dostawy żywności wystarczające tylko na cztery miesiące. Pewna matka próbowała zrobić zupę z trawy dla swoich dzieci. Według oficjalnych raportów sowieckich do 1948 roku na wygnaniu w Azji Środkowej było zameldowanych tylko 608 749 Czeczenów, Inguszów, Karaczajów i Bałkarów. NKWD podaje oficjalną statystykę 144 704 osób zmarłych w latach 1944–1948, co oznacza śmiertelność na poziomie 23,7% dla wszystkich tych grup. 101 036 Czeczenów, Inguszów i Bałkarów zmarło w Kazachstanie, a 16 052 w Uzbekistanie. Z innego archiwum wynika, że do 1949 roku straciło życie 104 903 deportowanych Czeczenów. Oznacza to, że naród ten poniósł najwięcej ofiar śmiertelnych ze wszystkich ludów poddanych deportacjom w Związku Sowieckim.
Prof. Jonathan Otto Pohl szacuje łączną liczbę zgonów wśród przesiedleńców czeczeńskich i inguskich podczas tranzytu i przetrzymywania w specposiołkach do 1949 roku na 123 000. Z tego ofiar czeczeńskich było 100 000, a inguskich – 23 000. Thomas McDonell podaje również liczbę co najmniej 100 000 Czeczenów zmarłych z głodu i chorób na wygnaniu, ale nie podaje liczby ofiar wśród Inguszów. Tom K. Wong, prof. nadzw. nauk politycznych, szacuje, że co najmniej 100 000 Wajnachów zginęło w ciągu pierwszych trzech lat na wygnaniu, nie licząc ofiar tranzytu i łapanek. Historyk William Flemming opublikował obliczenia, podając wynik co najmniej 132 000 Czeczenów i Inguszów zmarłych w latach 1944–1950. Dla porównania, ich liczba urodzeń w tym okresie wyniosła zaledwie 47 000. W ten sposób liczba ludności czeczeńskiej i inguskiej spadła z 478 479 w 1944 roku do 452 737 w 1948 roku. Od 1939 do 1959 roku populacja Czeczenów wzrosła tylko o 2,5%. Dla porównania w latach 1926–1939 odnotowano wzrost na poziomie 28%. Historyk Aleksandr Niekricz stwierdził, że straty netto Czeczenów w latach 1939–1959 (po uwzględnieniu strat wojennych) wyniosły 131 000, a Inguszów 12 000. Niemiecki dziennikarz Lutz Kleveman ustalił, że 150 000 ludzi nie przeżyło pierwszych czterech lat osiedlenia w Azji Środkowej. Szacunki dotyczące maksymalnej liczby zgonów i strat demograficznych Czeczenów i Inguszów wahają się od około 170 000 do 200 000, czyli od jednej czwartej. do prawie jednej trzeciej całkowitej populacji Czeczenów w tamtych latach. Czeczeńscy historycy twierdzą, że 400 000 ludzi zginęło w wyniku deportacji i wygnania; stosując przypuszczalnie wyższe szacunki dotyczące liczby deportowanych.
Demograf Dałchat Edijew, w badaniu danych liczbowych dotyczących ofiar wszystkich grup etnicznych, które Stalin określił jako „ukarane”, stwierdził, że zgony spowodowane deportacjami obejmowały 125 500 deportowanych z Czeczenii i 20 300 deportowanych z Inguszetii lub 30,8% Czeczenów i 21,3% Inguszów. Tymczasem krótkoterminowe straty demograficzne ustala na 51,1% dla Czeczenów i 47,9% dla Inguszów. Szacuje on, że populacja Czeczenów spadła do minimum 285 000, a Inguszów do 78 800 osób w październiku 1948 roku. Jednak pomimo tych ciężkich strat, Czeczeni zwiększyli później swoje współczynniki dzietności, co niektórzy postrzegają jako przejaw ich odporności i woli przetrwania .

### Konsekwencje polityczne, kulturowe, społeczne i gospodarcze
Czeczeńsko-Inguska ASRS została rozwiązana i przekształcona w obwód grozneński, w skład którego wszedł także rejon kizlarski i naurski, a jej część przekazano Osetii Północnej (część rejonu prigorodnego), Gruzińskiej SRS i Dagestańskiej ASRS. W rezultacie Gruzińska SRS powiększyła się z 69 300 do 76 400, Osetia Północna z 6 200 do 9 200, a Dagestan z 35 000 do 38 200 km kw. Nazwy narodów represjonowanych zostały całkowicie usunięte ze wszystkich książek i encyklopedii. Do następnego lata po deportacji wiele czeczeńskich i inguskich nazw miejscowości zostało zastąpionych rosyjskimi; meczety zburzono, a masowa kampania palenia wielu historycznych książek i rękopisów w językach nachskich prawie została zakończona. Puste wioski po przesiedleńcach zrównano z ziemią, a ich cmentarze zniszczono. Wraz z odejściem rdzennej ludności Czeczenia doświadczyła ogromnego braku wykwalifikowanych pracowników: wydajność miejscowego przemysłu naftowego spadła ponad dziesięciokrotnie w 1944 roku w porównaniu z 1943 rokiem.
26 listopada 1948 roku Prezydium Rady Najwyższej ZSRR wydało dekret skazujący deportowane narody na życie w miejscach osiedlenia na czas nieokreślony. Dekret ten obowiązywał nie tylko Czeczenów i Inguszów, ale także Tatarów krymskich, Niemców nadwołżańskich, Bałkarów i Kałmuków. Osadnikom nie wolno było podróżować dalej niż trzy kilometry od swojego specposiołka. Władze zabroniły również publicznego wspominania lub dokumentowania deportacji i mordów. Tysiące historycznych tekstów Wajnachów, wraz z informacjami o ich pochodzeniu, zaginęło, gdy Rosjanie zniszczyli publiczne i prywatne biblioteki ludów Czeczenii.
Osadnicy byli celem różnych prowokacji w Kazachskiej SRS: w grudniu 1954 roku studenci w Jelizawetince szydzili z Czeczenów jako „zaprzańców i zdrajców ojczyzny”. W maju 1955 roku pracownik kopalni wdał się w bójkę z czeczeńskim kolegą w Jekybastuzie. To niepozorne wydarzenie przerodziło się w pogrom, w którym rosyjscy chuligani zaatakowali nawet komisariat milicji, gdy schronili się tam zbiegli Czeczeni. Puste domy po przesiedleńcach zajmowali nowi mieszkańcy Czeczenii i Inguszetii, głównie Rosjanie, Ukraińcy, Awarowie i Osetyjczycy. W konsekwencji sami Rosjanie stanowili 49% mieszkańców Czeczeńsko-Inguskiej ASRS w 1959 roku. Według raportu z 8 kwietnia 1957 roku w Kazachskiej i Kirgiskiej SRS mieszkało 415 000 Czeczenów i Inguszów, czyli 90 000 rodzin. 38 500 było zatrudnionych w przemyśle, 91 500 w rolnictwie, 25 000 na stanowiskach biurowych.

## Powrót

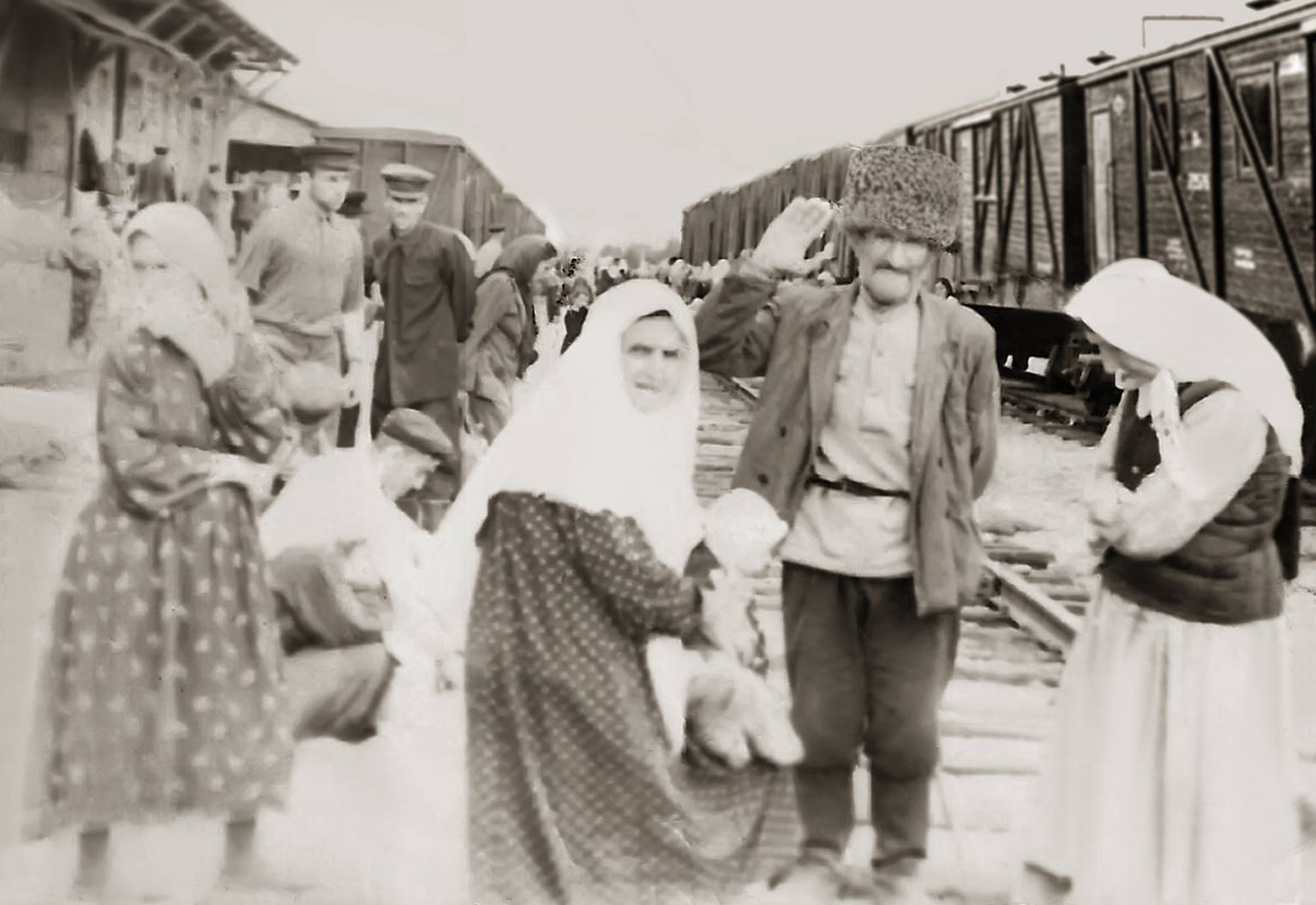
Wajnachowie wracają na Kaukaz w 1957 roku

W 1953 roku odeszli trzej główni autorzy deportacji: wkrótce po śmierci Stalina 5 marca, Beria i Kobułow zostali aresztowani pod wieloma zarzutami 26 czerwca, skazani na śmierć i straceni 23 grudnia. Jednak zarzuty przeciwko nim nie miały związku ze zbrodniami deportacji i stanowiły jedynie manewr polityczny mający na celu odsunięcie ich od władzy. Nikita Chruszczow został nowym sowieckim przywódcą i odwołał liczne deportacje, a nawet nazwał po imieniu niektóre ze zbrodni Stalina. W swoim tajnym referacie z 24 lutego 1956 roku potępił stalinowskie deportacje: 

Związek Sowiecki jest słusznie uważany za model wielonarodowego państwa, ponieważ w praktyce zapewniliśmy równość i przyjaźń wszystkich narodów, które żyją w naszej wielkiej ojczyźnie. Tym bardziej potworne są akty, których inicjatorem był Stalin i które są surowym pogwałceniem podstawowych leninowskich zasad polityki narodowej państwa sowieckiego. Odnosimy się do masowych deportacji całych narodów z ich rodzinnych stron, bez wyjątku, łącznie z komunistami i komsomolcami

Prezydium Rady Najwyższej ZSRS 16 lipca 1956 roku przyjęło dekret znoszący ograniczenia statusu prawnego Czeczenów, Inguszów i Karaczajów w specposiołkach. W styczniu 1957 roku Rada Ministrów ZSRS wydała dekret zezwalający represjonowanym narodom na swobodne podróżowanie po Związku Sowieckim. W ten sposób zrehabilitowano Czeczenów i Inguszów. Ich wygnanie trwało 13 lat. Niektórzy zaczęli powoli wracać na Kaukaz już w 1954 roku, ale zostali odesłani z powrotem przez miejscowe władze. Tylko w 1956 roku od 25 000 do 30 000 Czeczenów i Inguszów wróciło do ojcowizny, niektórzy nawet przewożąc ze sobą prochy swoich krewnych zmarłych na wygnaniu. Rząd sowiecki próbował jeszcze zapewnić im autonomię w Uzbekistanie lub przesiedlić ich w inne części Kaukazu, ale powracający byli zdeterminowani, aby wrócić do swoich rodzinnych stron.
W 1957 roku wróciło ponad 50 000 rodzin. W 1959 roku Czeczeni i Ingusze stanowili już 41% ludności Czeczeńsko-Inguskiej ASRS. Do tego roku do swojej ojczyzny powróciło 58,2% Czeczenów i 45,3% Inguszów. W 1970 roku powroty osiągnęły szczyt, gdy 83% całej populacji Czeczenów i 72,1% Inguszów było zameldowanych w Czeczeńsko-Inguskiej ASRS. Jednak rozkład ten spadł odpowiednio do 76,8% i 69,0% do 1989 roku. Dla porównania 91,9% wszystkich Czeczenów i 91,9% Inguszów mieszkało w swojej republice w 1926 roku. Jednak niektórzy Czeczeni pozostali w Azji Środkowej: jedni bali się trudnej, długiej podróży, innym brakowało pieniędzy na powrót. W 2010 roku w niepodległym już Kazachstanie wciąż żyło 100 000 Czeczenów.
Kiedy Czeczeni i Ingusze wrócili do ojczyzny, stwierdzili, że ich gospodarstwa i infrastruktura uległy znacznym uszkodzeniom. Niektóre regiony górskie były nadal strefą zamkniętą dla powracających, co oznaczało, że musieli osiedlić się na nizinach. Co gorsza, znaleźli przedstawicieli innych narodów mieszkających w ich domach i wrogo do nich nastawionych. Niektórzy Lakowie, Dargijczycy i Awarowie musieli zostać przeniesieni z powrotem do Dagestanu, skąd przybyli. W rejonie prigorodnym wybuchły konflikty etniczne między Osetyjczykami a Inguszami Ogromna fala Wajnachów, którzy wracali na Kaukaz Północny, zaskoczyła mieszkańców: w ten sposób rząd sowiecki zdecydował się tymczasowo zatrzymać napływ osób powracających latem 1957 roku. Wielu Czeczenów i Inguszów sprzedało swoje domy i dobytek, po czym zrezygnowało z pracy, aby móc wrócić. Narastał także wznowiony konflikt etniczny pomiędzy Czeczenami a Rosjanami. Rosjanie, rozgniewani kwestiami własności ziemi i konkurencji na rynku pracy, buntowali się przeciwko powrotom autochtonów już w 1958 roku. W tym roku wybuchły zamieszki zainicjowane bójką o dziewczynę pomiędzy rosyjskim marynarzem a Inguszem, w której Rosjanin został śmiertelnie ranny. W ciągu następnych czterech dni Rosjanie zorganizowali zamieszki i splądrowali majątki Wajnachów, przejmując budynki rządowe i żądając albo przywrócenia obwodu grozneńskiego, albo stworzenia nietytularnej autonomii, ponownej deportacji Czeczenów i Inguszów, ustanowienia „władzy rosyjskiej” oraz masowych przeszukań i rozbrojenia Czeczenów i Inguszów, zanim sowieckie organy ścigania rozproszyły uczestników zamieszek. Chociaż zamieszki zostały potępione jako „szowinistyczne”, później rząd Rosyjskiej FSRS poczynił szczególne wysiłki, by zadowolić miejscową, rosyjską ludność, w tym masową dyskryminację Czeczenów w celu zachowania uprzywilejowanej pozycji Rosjan.

Mapa Czeczeńsko-Inguskiej ASRS od 1957 do 1991 roku

W 1957 roku Czeczeńsko-Inguska ASRS została oficjalnie przywrócona dekretem Moskwy, ale nie w granicach z 1936 roku. Osetia Północna zachowała rejon psedachski i prigorodny, Gruzińska SRR zachowała Wąwóz Darialski, stanowiący 1/6 utraconej ziemi Inguszetii, podczas gdy Czeczeńsko-Inguska ASRS otrzymała „rekompensatę” w postaci rejonu itum-kalinskiego i prigorodnego z Gruzińskiej SRS. Miało to na celu rozproszenie wpływu na demografię republiki 419 000 powracających Wajnachów w stosunku do Rosjan, którzy się tam przeprowadzili. W 1989 roku 750 000 Czeczenów stanowiło już większość (55%) mieszkańców Czeczeńsko-Inguskiej ASRS, podczas gdy 300 000 Rosjan stanowiło 22%, a 163 700 Inguszów 12% populacji tej republiki. Ostatecznie próba uczynienia Czeczeno-Inguszetii bardziej wieloetniczną republiką w celu zapobieżenia ewentualnym powstaniom i buntom autochtonów nie powiodła się ze względu na wyższy wskaźnik urodzeń wśród Wajnachów niż u ludności słowiańskiej.
Lokalny raport z 1961 roku wskazywał, że z 524 000 Wajnachów 432 000 powróciło do Czeczeńsko-Inguskiej ASRR, 28 000 do Dagestanu i 8000 do Osetii Północnej. Jednak starcia etniczne trwały jeszcze w latach sześćdziesiątych: tylko w 1965 roku odnotowano 16 takich starć, w wyniku których zginęło 19 osób, a 185 zostało rannych. Czeczeni byli w bardzo niekorzystnej sytuacji po tym, jak pozwolono im wrócić. Nie było szkół z językiem czeczeńskim, co prowadziło do braku wykształcenia ludności (która w większości nie rozumiała rosyjskiego). Według socjologa Georgi Derluguyana gospodarka Czeczeńsko-Inguskiej ASRR była podzielona na dwa obszary, rosyjski i czeczeński, przy czym strefa rosyjska miała wszystkie miejsca pracy z wyższymi zarobkami na obszarach miejskich, a żaden Czeczen nie awansował na stanowisko kierownicze aż do 1989 roku. W latach sześćdziesiątych około 40 000 mężczyzn, aby utrzymać swoje rodziny, emigrowało co roku z Czeczenii i Inguszetii w celu znalezienia pracy w niepełnym wymiarze godzin w Kazachstanie i na Syberii, dzięki kontaktom i znajomościom z czasów wygnania. Oficjalnie Czeczeńsko-Inguska ASRS cieszyła się tymi samymi przywilejami, co inne sowieckie republiki autonomiczne, ale w rzeczywistości miała we własnych władzach bardzo niewiele Czeczenów lub Inguszów, a republika była kierowana głównie przez Rosjan. Pomimo zasobów ropy, Czeczeńsko-Inguska ASRS pozostała przedostatnim regionem pod względem zamożności w całym ZSRS. Jusup Sosłambiekow, przewodniczący czeczeńskiego parlamentu po 1991 roku, ubolewał nad tym, że jego lud powrócił z wygnania do swoich domów „nie jako panowie tej ziemi, ale jako zwykli mieszkańcy, dzierżawcy”.

## Pamięć i dziedzictwo

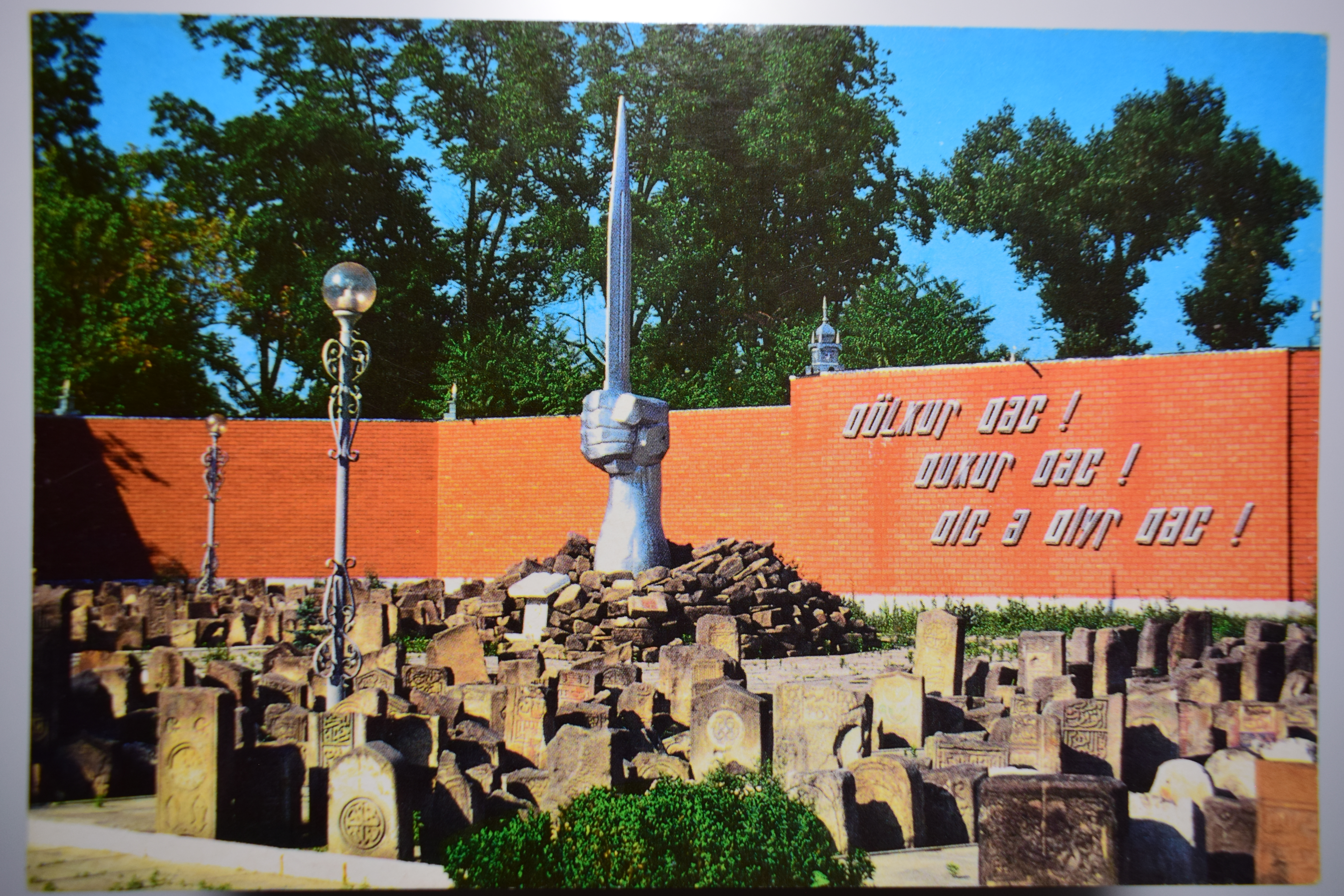
Pocztówka z wizerunkiem Pomnika Ofiar Deportacji 1944 roku. Napis na pomniku oznacza: „Nie będziemy płakać! Nie załamiemy się! Nie zapomnimy!”

Deportacje pozostawiły trwałą bliznę w pamięci narodowej Czeczenów i jest dziś uważane przez niektórych historyków za „jedną z największych traum etnicznych okresu sowieckiego”. Niektórzy potomkowie mieszkańców Kaukazu Północnego nawet dzisiaj obawiają się nowej deportacji. Jeden z historyków nazwał je „centralnym wydarzeniem definiującym najnowszą historię Czeczenii”. Wysiedlenia odegrały też swoją rolę w narastaniu nieufności Czeczenów wobec Kremla i częściowo motywowały późniejszą deklarację niepodległości z 1991 roku, a także I oraz II wojnę czeczeńską w latach dziewięćdziesiątych i dwutysięcznych. Na przykład czeczeński bojownik Szamil Basajew wspominał o swoich 40 krewnych, którzy zginęli podczas deportacji, podczas gdy Asłan Maschadow, prezydent nieuznawanej Czeczeńskiej Republiki Iczkerii, stwierdził, że 23 lutego pozostaje „jedną z najtragiczniejszych dat dla jego ludu” i że celem rosyjskiego rządu jest zawsze to samo: „Czeczenia bez Czeczenów”. Historyk Nikołaj Bugaj opisał deportację jako „wypaczenie leninowskiej polityki narodowej i bezpośrednie zlekceważenie konstytucyjnych praw narodów”.

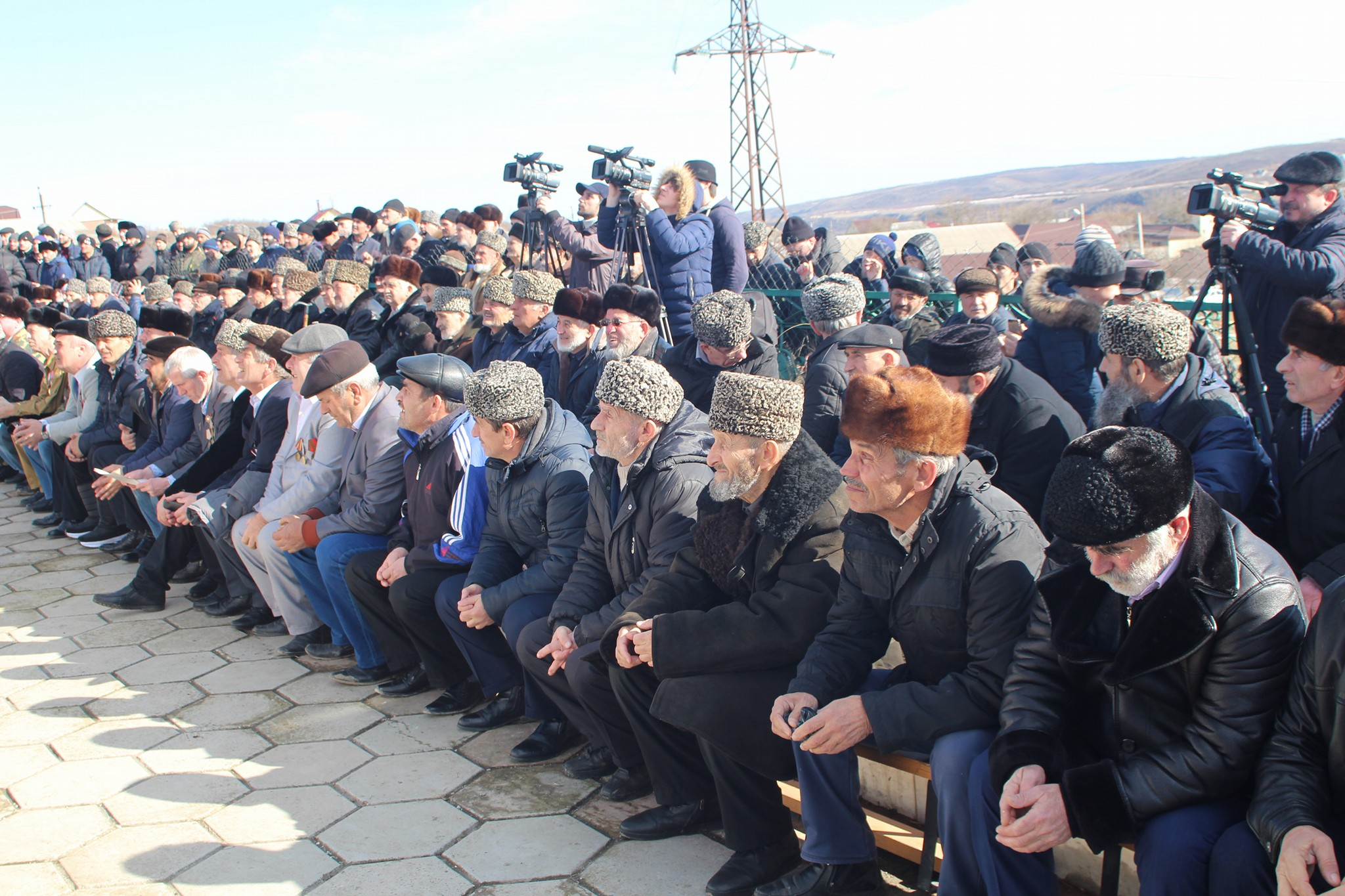
Spotkanie w Aukh 23 lutego 2017 roku, w 73. rocznicę deportacji

W 1991 roku prezydent Czeczenii Dżochar Dudajew wysyłał urzędników w celu zebrania zaginionych nagrobków z czasów sprzed deportacji (wykorzystanych przez Rosjan do budowy przejść dla pieszych i fundamentów zagród dla świń), z których wiele utraciło oryginalne inskrypcje i nakazał zbudować z nich pomnik w centrum Groznego. Monument miał symbolizować zarówno bolesną, czeczeńską pamięć o przeszłości, jak i chęć, wyrażoną w imieniu zmarłych przodków, budowania najlepszej możliwej Republiki Czeczeńskiej i ciężkiej pracy na rzecz jej przyszłości. Na pomniku znalazła się inskrypcja: „Nie będziemy płakać! Nie załamiemy się! Nie zapomnimy!”. Umieszczono tam także zdjęcia miejsc masakr, takich jak Chaibach. Pomnik został uszkodzony podczas dwóch wojen rosyjsko-czeczeńskich. Później został przeniesiony i zdemontowany przez prorosyjski rząd Ramzana Kadyrowa, co wywołało wiele kontrowersji.
23 lutego 1997 roku w Nazraniu odsłonięto pomnik „9 wież” poświęcony ofiarom deportacji.

### Kwestia ludobójstwa

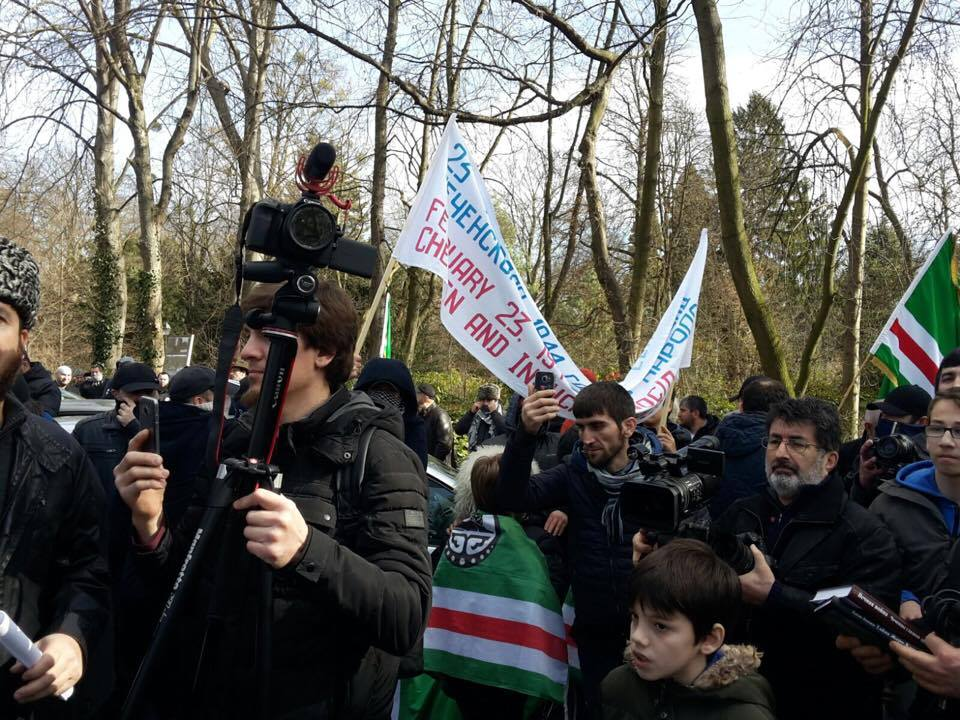
Mityng w Strasburgu 23 lutego 2017 roku, w 73. rocznicę deportacji

Niektórzy badacze uważają, że deportacja z 1944 roku stanowi akt ludobójstwa zgodnie z IV Konwencją haską z 1907 roku oraz Konwencją ONZ w sprawie zapobiegania i karania zbrodni ludobójstwa Zgromadzenia Ogólnego ONZ z 1948 roku, a wśród nich m.in.: francuski historyk i znawca komunizmu Nicolas Werth, niemiecki historyk Philipp Ther, profesor Anthony James Joes, amerykański dziennikarz Eric Margolis, kanadyjski politolog Adam Jones, profesor historii islamu na University of Massachusetts Dartmouth Brian Glyn Williams oraz uczeni Michael Fredholm i Fanny E. Bryan. Rafał Lemkin, prawnik pochodzenia polsko-żydowskiego, który zainicjował Konwencję o ludobójstwie, zakładał, że w kontekście masowych deportacji Czeczenów, Inguszów, Niemców nadwołżańskich, Tatarów krymskich, Kałmuków i Karaczajów zostało popełnione ludobójstwo. Niemiecki dziennikarz śledczy Lutz Kleveman porównał deportację do „powolnego ludobójstwa”. W tym kontekście operacja Soczewica została uznana przez Parlament Europejski za akt ludobójstwa w 2004 roku: 

[...] uważamy, że deportacja całego narodu czeczeńskiego do Azji Środkowej w dniu 23 lutego 1944 roku na rozkaz Stalina stanowi akt ludobójstwa w rozumieniu IV Konwencji haskiej z 1907 roku oraz Konwencji w sprawie zapobiegania i karania zbrodni ludobójstwa przyjętej przez Zgromadzenie Ogólne ONZ w dniu 9 grudnia 1948 roku

Eksperci z United States Holocaust Memorial Museum powoływali się na wydarzenia z 1944 roku jako powód umieszczenia Czeczenii na ich liście obserwacyjnej dotyczącej ludobójstwa ze względu na możliwość zaistnienia tam takich wydarzeń w przyszłości. Separatystyczny rząd Czeczenii również uznał deportacje za ludobójstwo. Członkowie diaspory czeczeńskiej i ich zwolennicy promują 23 lutego jako Światowy Dzień Czeczenii, aby upamiętnić ofiary deportacji.
Czeczeni, wraz z Inguszami, Karaczajami i Bałkarami, są reprezentowani w Konfederacji Ludów Represjonowanych, organizacji obejmującej cały, były Związek Sowiecki, której celem jest wspieranie oraz rehabilitacja praw deportowanych ludów.

### W kulturze masowej

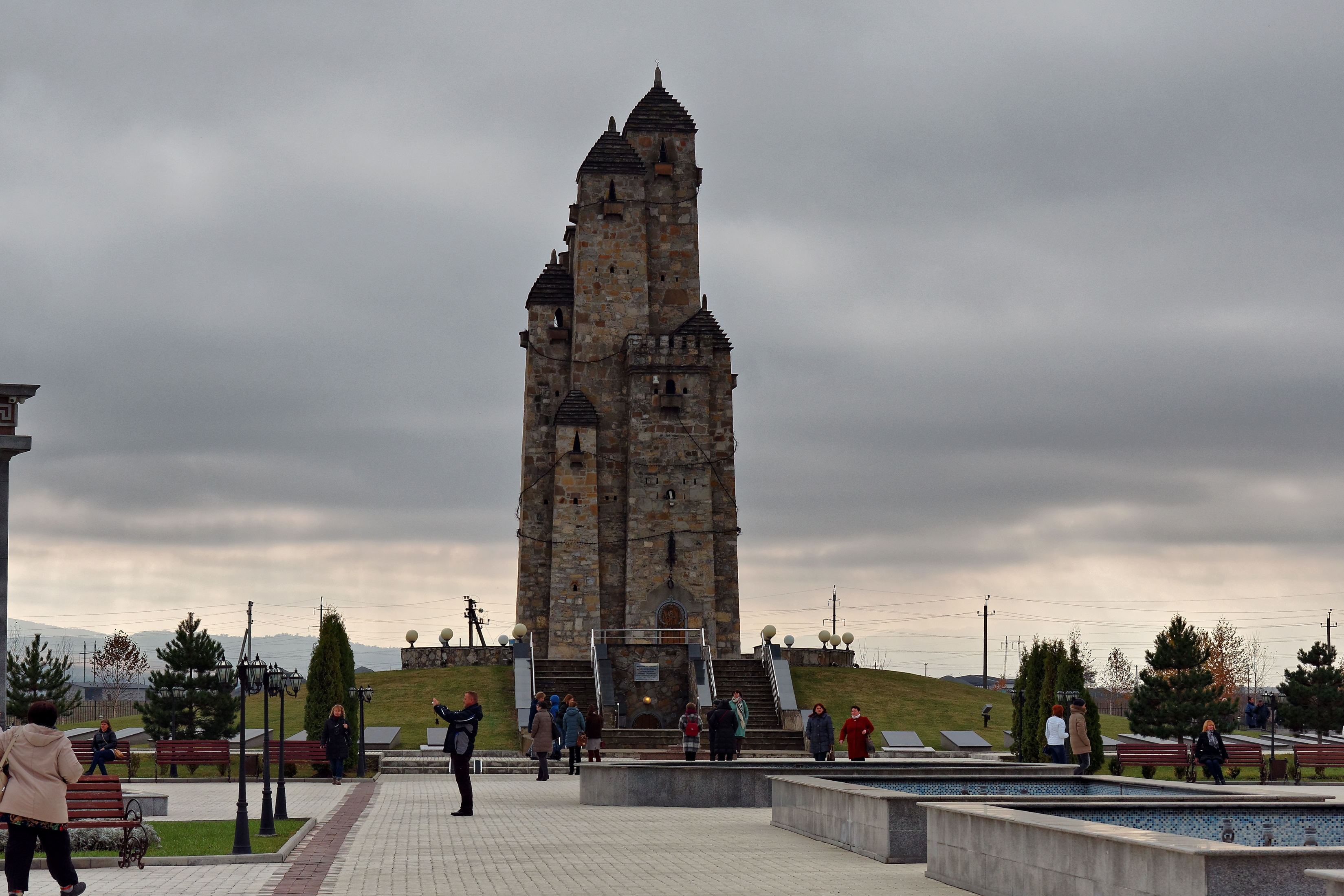
Pomnik „9 wież” w Nazraniu zbudowany na pamiątkę ofiar deportacji

W wydanej w 1973 roku głośnej powieści Archipelag GUŁag Aleksandr Sołżenicyn wspomina o Czeczenach: „To naród, który odmówił przyjęcia psychologii uległości... Nigdy nie widziałem, żeby Czeczen usiłował służyć władzom, a nawet się im przymilać”.
W 1977 roku Władimir Wysocki napisał piosenkę Letieła żyzń poświęconą deportacji Czeczenów i Inguszów. Anatolij Pristawkin w 1987 roku napisał powieść Nocowała ongi chmurka złota (Nocziewała tuczka zołotaja, wyd. pol. 1990 w przekładzie Eugeniusza P. Melecha) w której zajmuje się tematyką deportacji. Siemion Lipkin opublikował powieść Dekada o podobnej tematyce w 1983 roku. Iunus Deszeriew, filolog pochodzenia czeczeńskiego, napisał autobiografię o tym, jak uniknął losu swego ludu dzięki pomocy rosyjskich przyjaciół.
Deportacja Czeczenów i Inguszów, a także walka współczesnych rebeliantów czeczeńskich i inguskich, są przedstawione w powieści Johna le Carré z 1995 roku pt. Nasza gra (ang. Our game). Jeden z jej bohaterów opisał swoją deportację na kazachskie stepy.
W 2014 roku czeczeński reżyser Hussein Erkenow nakręcił film pt. Rozkaz: zapomnieć (Prikazano zabyt') poświęcony masakrze chajbaskiej dokonanej przez NKWD. Obraz został prawnie zakazany na terytorium Federacji Rosyjskiej.